# Championnat de France masculin de handball de deuxième division 2013-2014
Navigation
Division 2 2012-2013 Division 2 2014-2015
La saison 2013-2014 du championnat de France masculin de handball de deuxième division est la soixante deuxième édition de cette compétition et la vingt-huitième édition depuis que la dénomination de Division 2 a été posée. Le championnat de Division 2 de handball est le deuxième plus haut niveau du championnat de France de ce sport. 
A noter que le Villeurbanne Handball Association, champion de France de Nationale 1, n'est finalement pas autorisé à participer à la compétition qui se déroule alors avec seulement 13 participants.
La compétition a été remportée par l'Union sportive de Créteil handball qui retrouve la D1 seulement une saison après l'avoir quittée. Le club francilien est accompagné par l'Istres Ouest Provence Handball, deuxième de la saison régulière et vainqueur des barrages d'accession.
Treizième et dernier, l'Angers Noyant Handball profite de la relégation administrative du Saint-Marcel Vernon puis du dépôt de bilan des Girondins de Bordeaux HBC, pourtant demi-finaliste des barrages d'accession.

## Formule
À la fin de la saison, le premier est promu en Division 1. 
Les équipes classées de la 2e à la 5e places jouent des barrages d'accession : en demi-finales, le 2e affronte le 5e et le 3e affronte le 4e sous forme de deux matchs aller-retour, le mieux classé recevant au retour. Le vainqueur de la finale sera promu en Division 1.
En bas de tableau, l'équipe classée 13e à l'issue de la saison est reléguée en Nationale 1. Le club classé à la 12e place du championnat et les 3 équipes classées premières de leur poule de Nationale 1 disputeront des barrages D2-N1 sur terrain neutre. La FFHB attribue l'organisation à une ligue ou un comité, après appel à candidatures sur la base d’un cahier des charges. Le tournoi se dispute sur trois jours les vendredi 30 mai, samedi 31 mai et dimanche 1er juin 2014, avec deux rencontres par jour (19h et 21h le vendredi et le samedi, 14h et 16h le dimanche). L'ordre des rencontres est tiré au sort. Les trois premiers sont sportivement qualifiés pour évoluer en ProD2 la saison suivante, sous réserve de satisfaire aux conditions de participation fixées par le règlement particulier de ProD2. Le club classé quatrième participe la saison suivante au championnat de Nationale 1.

## Les clubs participants
| \| Angers Créteil Massy Besançon Mulhouse Nancy Pontault-C. Vernon Chartres Bordeaux Istres Billère Valence \| Localisation des clubs engagés dans le championnat. |
| Angers Créteil Massy Besançon Mulhouse Nancy Pontault-C. Vernon Chartres Bordeaux Istres Billère Valence                                                           |

| Club                           | Classement 2012-2013 | Entraîneur         | Salle                                    | Capacité théorique |
| ------------------------------ | -------------------- | ------------------ | ---------------------------------------- | ------------------ |
| US Créteil                     | 13e (D1)             | Benjamin Pavoni    | Palais des sports Robert-Oubron          | 2 398              |
| Billère Handball               | 14e (D1)             | Arnaud Villedieu   | Sporting d'Este Palais des sports de Pau | 1 500 6 500        |
| Mulhouse Handball Sud Alsace   | 3e                   | Brahim Ighirri     | Palais des Sports de Mulhouse            | 2 500              |
| Massy Essonne Handball         | 4e                   | Benjamin Braux     | Centre Omnisports                        | 800                |
| Chartres Métropole HB 28       | 5e                   | Pascal Mahé        | Salle Bernard-Maroquin Halle Jean-Cochet | 400 1 200          |
| Saint-Marcel Vernon            | 6e                   | Jérôme Delaporte   | Gymnase du Grévarin                      | 1 500              |
| UMS Pontault-Combault HB       | 7e                   | William Holder     | Espace Boisramé                          | 1 300              |
| Valence Handball               | 8e                   | Mirolad Davidovic  | Palais des sports Pierre-Mendès-France   | 2 000              |
| Angers Noyant Handball         | 9e                   | David Peneau       | Salle Jean-Bouin                         | 3 000              |
| ES Besançon                    | 10e                  | Christophe Viennet | Palais des Sports de Besançon            | 4 200              |
| Grand Nancy ASPTT HB           | 11e                  | Thierry Thoni      | Parc des Sports de Vandœuvre Nations     | 1 950              |
| Istres Ouest Provence Handball | 12e                  | Christophe Mazel   | Halle polyvalente                        | 2 000              |
| Girondins de Bordeaux HBC      | 2e (Nat. 1)          | Érick Mathé        | Salle Jean-Dauguet                       | 2 300              |

## Compétition

### Saison régulière
Mis à jour le 21/05/2014
Classement final
|    | Équipe                         | Pts | J  | G  | N | P  | Bp  | Bc  | Diff |
| -- | ------------------------------ | --- | -- | -- | - | -- | --- | --- | ---- |
| 1  | US Créteil (R)                 | 69  | 24 | 21 | 3 | 0  | 741 | 594 | 147  |
| 2  | Istres OPH                     | 55  | 24 | 13 | 5 | 6  | 635 | 595 | 40   |
| 3  | Girondins de Bordeaux HBC (P)  | 54  | 24 | 14 | 2 | 8  | 627 | 614 | 13   |
| 4  | Billère Handball (R)           | 52  | 24 | 12 | 4 | 8  | 609 | 601 | 8    |
| 5  | Mulhouse Handball Sud Alsace   | 50  | 24 | 12 | 2 | 10 | 653 | 643 | 10   |
| 6  | Grand Nancy ASPTT HB           | 47  | 24 | 11 | 1 | 12 | 600 | 602 | -2   |
| 7  | Valence Handball               | 47  | 24 | 10 | 3 | 11 | 626 | 661 | -35  |
| 8  | Chartres Métropole Handball 28 | 46  | 24 | 11 | 0 | 13 | 644 | 644 | 0    |
| 9  | Massy Essonne Handball         | 45  | 24 | 10 | 1 | 13 | 660 | 687 | -27  |
| 10 | Saint-Marcel Vernon            | 41  | 24 | 8  | 1 | 15 | 626 | 662 | -36  |
| 11 | ES Besançon                    | 41  | 24 | 7  | 3 | 14 | 607 | 649 | -42  |
| 12 | UMS Pontault-Combault HB       | 40  | 24 | 7  | 2 | 15 | 638 | 663 | -25  |
| 13 | Angers Noyant Handball         | 37  | 24 | 5  | 3 | 16 | 621 | 672 | -51  |

|     | Promotion en Division 1                     |
|     | Qualification pour les barrages d'accession |
|     | Qualification pour les barrages D2-N1       |
|     | Relégation en Nationale 1                   |
| (P) | Promu de Nationale 1                        |
| (R) | Relégué de Division 1                       |

### Résultats
| Résultats (dom.\ext.)                                      | ANG   | BES   | CHA   | CRE   | IST   | MAS   | MUL   | NAN   | BIL   | PON   | BOR   | VAL   | VER   |
| Angers Noyant                                              |       | -     | 30-36 | 26-32 | 21-21 | -     | -     | -     | -     | 30-32 | -     | 23-23 | -     |
| ESBM Besançon                                              | 27-23 |       | -     | -     | 22-30 | -     | 29-25 | 24-29 | -     | 29-25 | -     | -     | -     |
| Chartres Métropole HB 28                                   | -     | 26-29 |       | -     | -     | 25-24 | -     | 29-30 | -     | 32-28 | 25-26 | -     | 28-27 |
| US Créteil                                                 | -     | -     | 34-26 |       | -     | 34-30 | 20-20 | -     | 35-19 | -     | 31-26 | -     | 33-26 |
| Istres OPH                                                 | -     | -     | 34-26 | 25-25 |       | 31-28 | -     | -     | -     | 31-25 | -     | 29-21 | -     |
| Massy Essonne                                              | 38-30 | 24-24 | -     | -     | -     |       | -     | 25-24 | 23-30 | -     | -     | -     | 31-28 |
| Mulhouse HB                                                | 38-33 | -     | 30-26 | -     | 28-29 | 35-26 |       | 24-20 | -     | -     | -     | -     | -     |
| Grand Nancy ASPTT HB                                       | 26-25 | -     | -     | 20-26 | 23-25 | -     | -     |       | -     | -     | -     | -     | 21-25 |
| Billère Handball                                           | 22-22 | 21-21 | -     | -     | 23-23 | -     | 22-24 | 25-19 |       | -     | -     | 26-28 | -     |
| UMS Pontault-Combault HB                                   | -     | -     | -     | 22-29 | -     | 31-33 | 33-27 | -     | 23-25 |       | 24-24 | -     | 30-31 |
| Girondins de Bordeaux HBC                                  | 29-34 | 27-20 | -     | -     | 24-23 | -     | 23-26 | 26-21 | 20-24 | -     |       | -     | -     |
| Valence Handball                                           | -     | -     | 23-21 | 25-29 | -     | 25-26 | 27-30 | -     | 29-32 | 28-27 | 26-33 |       | 29-27 |
| SMV Vernon                                                 | 24-20 | 24-30 | -     | -     | 26-24 | -     | -     | 32-28 | -     | -     | 27-27 | -     |       |
| - Victoire à domicile - Match nul - Victoire à l'extérieur |       |       |       |       |       |       |       |       |       |       |       |       |       |

### Barrages d'accession
|  | Demi-finales                      | Demi-finales                      | Demi-finales                   | Demi-finales                   |                  |                  | Finale            | Finale            | Finale            | Finale            |
|  |                                   |                                   |                                |                                |                  |                  |                   |                   |                   |                   |
|  | 14 et 17 mai 2014                 | 14 et 17 mai 2014                 | 14 et 17 mai 2014              | 14 et 17 mai 2014              |                  |                  | 21 et 24 mai 2014 | 21 et 24 mai 2014 | 21 et 24 mai 2014 | 21 et 24 mai 2014 |
|  | 2e Istres Ouest Provence Handball | 2e Istres Ouest Provence Handball | 23                             | 36                             |                  |                  | 21 et 24 mai 2014 | 21 et 24 mai 2014 | 21 et 24 mai 2014 | 21 et 24 mai 2014 |
|  | 2e Istres Ouest Provence Handball | 2e Istres Ouest Provence Handball | 23                             | 36                             |                  |                  | 21 et 24 mai 2014 | 21 et 24 mai 2014 | 21 et 24 mai 2014 | 21 et 24 mai 2014 |
|  | 5e Mulhouse Handball Sud Alsace   | 5e Mulhouse Handball Sud Alsace   | 29                             | 28                             |                  |                  | 21 et 24 mai 2014 | 21 et 24 mai 2014 | 21 et 24 mai 2014 | 21 et 24 mai 2014 |
|  | 5e Mulhouse Handball Sud Alsace   | 5e Mulhouse Handball Sud Alsace   | 29                             | 28                             | Billère Handball | Billère Handball | 28                | 21                |                   |                   |
|  | 14 et 17 mai 2014                 |                                   |                                |                                | Billère Handball | Billère Handball | 28                | 21                |                   |                   |
|  |                                   |                                   | Istres Ouest Provence Handball | Istres Ouest Provence Handball | 25               | 32               |                   |                   |                   |                   |
|  | 3e Girondins de Bordeaux HBC      | 3e Girondins de Bordeaux HBC      | Istres Ouest Provence Handball | Istres Ouest Provence Handball | 25               | 32               | 22                | 26                |                   |                   |
|  | 3e Girondins de Bordeaux HBC      | 3e Girondins de Bordeaux HBC      |                                |                                |                  |                  |                   | 26                |                   |                   |
|  | 4e Billère Handball               | 4e Billère Handball               | 23                             | 25                             |                  |                  |                   |                   |                   |                   |
|  | 4e Billère Handball               | 4e Billère Handball               | 23                             | 25                             |                  |                  |                   |                   |                   |                   |

Istres Ouest Provence Handball est promu en Division 1

### Barrages D2-N1
Équipes qualifiées
- 12e de Division 2 : UMS Pontault-Combault HB
- 1er de Nationale 1, Poule 1 : Pau Nousty Sports
- 1er de Nationale 1, Poule 2 : JS Cherbourg
- 1er de Nationale 1, Poule 3 : Entente Strasbourg Schiltigheim Alsace Handball

À l'issue de ces barrages, les trois premières équipes évolueront en Division 2 et l'équipe classée dernière à évoluera en Nationale 1.
Classement
|   | Équipe                               | Pts | J | G | N | P | Bp | Bc | Diff |
| - | ------------------------------------ | --- | - | - | - | - | -- | -- | ---- |
| 1 | (D2) UMS Pontault-Combault HB        | 5   | 3 | 2 | 1 | 0 | 93 | 84 | 9    |
| 2 | (N1) Pau Nousty Sports               | 4   | 3 | 2 | 0 | 1 | 76 | 75 | 1    |
| 3 | (N1) JS Cherbourg                    | 2   | 3 | 1 | 0 | 2 | 83 | 85 | -2   |
| 4 | (N1) Entente Strasbourg Schiltigheim | 1   | 3 | 0 | 1 | 3 | 77 | 85 | -8   |

La CNCG a refusé l'engagement de Pau-Nousty en Division 2.

## Statistiques et récompenses

### Classement des buteurs
Remi Andrieu - Girondins HBC - 78 buts

### Équipe type 2013-2014
Dans le cadre de la Nuit du Handball, les trophées de meilleur joueur et meilleur entraîneur de ProD2 ont été décernés respectivement à Aljoša Rezar, le gardien de but de l'Istres OPH, et à Érick Mathé, l'entraîneur des Girondins de Bordeaux HBC.

## Bilan de la saison
| Description                        | Club                            | Commentaire                                  |
| Accession en Division 1            |                                 |                                              |
| Champion de France                 | US Créteil                      | Retour en D1 après 1 saison en D2            |
| Vainqueur des barrages d'accession | Istres OPH                      | Retour en D1 après 2 saisons en D2           |
| Relégations en Nationale 1         |                                 |                                              |
| 3e place (relégué)                 | Girondins de Bordeaux HBC       | Dépôt de bilan                               |
| 10e place (relégué)                | Saint-Marcel Vernon             | Non-respect des nouveaux critères financiers |
| Promotions depuis la Nationale 1   |                                 |                                              |
| 3e des barrages D2-N1              | JS Cherbourg                    | Première accession en D2                     |
| 4e des barrages D2-N1              | Entente Strasbourg Schiltigheim | Première accession en D2                     |